# Osmodrama
Le mot osmodrama vient du grec Osme (odeur) et l'ancien grec dráma (intrigue). Il fait référence d'une part à la performance olfactive utilisant la machine Smeller 2.0, d'autre part au festival intitulé Osmodrama - Storytelling with Scents, lancé pour la première fois en été 2016 à Berlin.
Le créateur, l'initiateur et le responsable du projet est l'artiste Wolfgang Georgsdorf.

## Histoire
En 2012, Georgsdorf lance Osmodrama, un projet se concrétisant par un dispositif permettant  de composer des œuvres artistiques avec des senteurs. Les véritables débuts de ce projet remontent à l'année 1990, date de la création d'une première machine, le Smeller, composant et diffusant des parfums dans une pièce, et les faisant disparaître rapidement, créant ainsi des séquences de senteurs maîtrisées. En 2010, le parfumeur Geza Schön (en) et Georgsdorf commencent à travailler ensemble sur une deuxième génération de machine, le Smeller 2.0, piloté par des touches. En 2012, cette nouvelle machine est présentée pour la première fois à Linz. Georgsdorf se voit décerner le prix autrichien Outstanding Artist Award for Interdisciplinarity.
Osmodrama est une forme d'art expérimental en corrélation avec les possibilités techniques de ces machines, les Smeller.
Osmodrama est en grande partie financée par les dons et est constituée en association.

## Le Festival

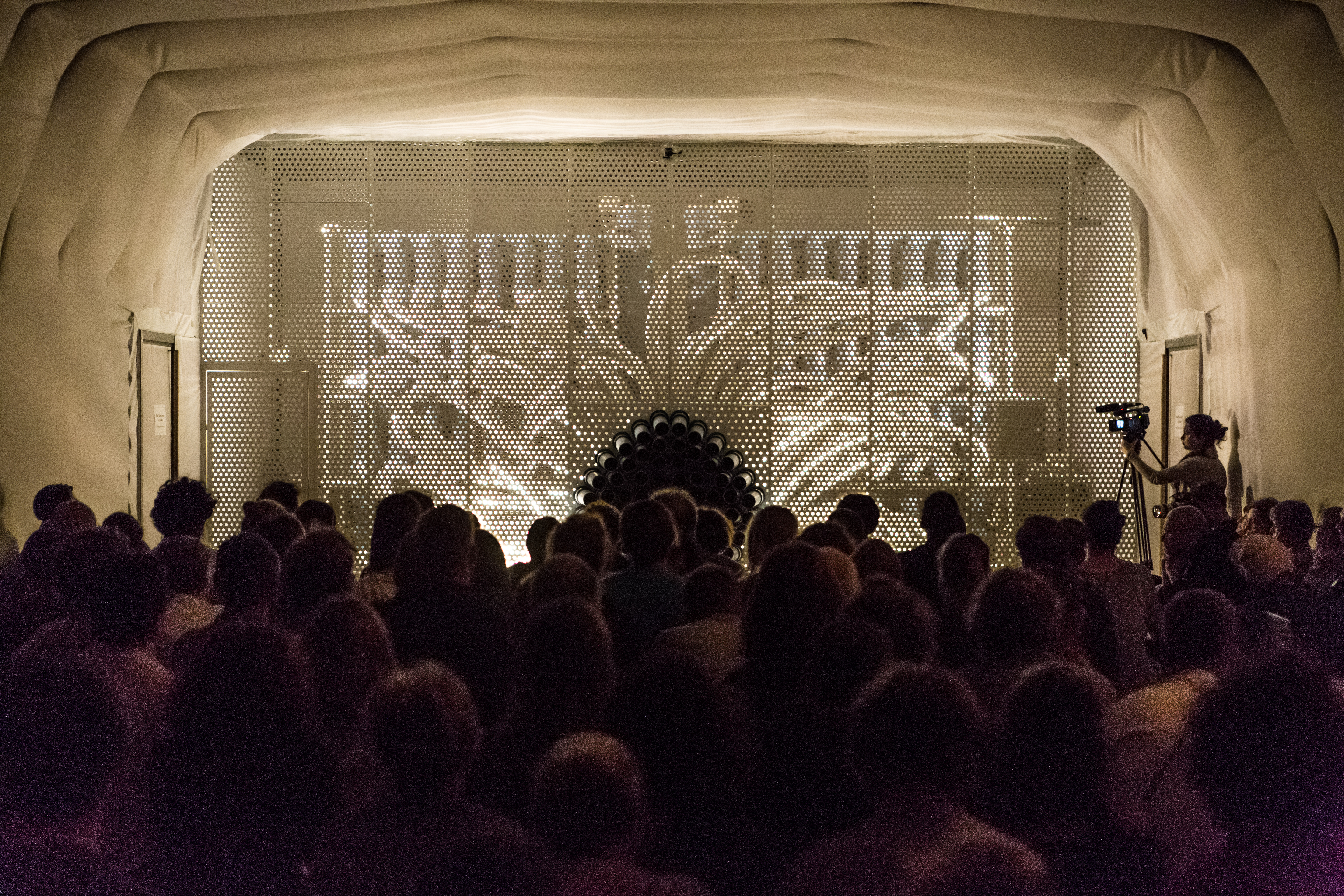
Dispositif du festival d'art des senteurs à Berlin en 2016.

Osmodrama-Storytelling with Scents est le premier festival d'art des senteurs  qui s'est déroulé du 15 juillet au 18 septembre 2016 dans l'église évangéliste St. Johannes  à Berlin,.
Dans le cadre du festival, les invités peuvent voir et assister à de différentes mises en scène d'odeurs en tant que performance artistique. Le programme contient des lectures, des concerts, des films, des ateliers, des tables de discussion avec des artistes et des experts culturels et scientifiques internationaux ainsi que des professeurs et des cadres universitaires. En tant que film accompagnés et basés sur les odeurs, "die andere Heimat" (l'autre pays) - "Chronik einer Sehnsucht" (Chromique d'une nostalgie) d' Edgar Reitz, "Continuity" de Omer Fast et No(i)se (bruit) de Wolfgang Georgsdorf ont été diffusés.
Autres contributeurs au festival sont inclus : 
Eva Mattes, Carl Stone, Julia Kissinam Nikola Madzirov, Hans Hatt, Geza Schön, Stephen Crowe, l'Orchestre des improvisers de Berlin, Simon van der Geest, Phill Niblock, Sam Auinger, Aischa Orazbayeva, Tom Jackson, Samuel Stoll, Filip Caranica.
Le festival Osmodrama-Storytelling with scents a été réalisé en coopération avec le festival international de littérature à Berlin, le Radialsystem V par des sponsors comme la fondation Ernst Schering et un financement participatif.

## Prix
Le 6 mai 2017, l'Institut d'art et d'olfaction des États-Unis a remis le prix de Sadakichi Award à Osmodrama pour son travail expérimental sur le parfum,. 
Le 22 juin 2017, le jury du Centre des sciences et de l'art de Dresde a distingué Osmodrama - Smeller - Osmodrom du prix Art and Science Award 2017.